# 錫特卡灣
53°59′S 37°24′W / 53.983°S 37.400°W
錫特卡灣（英語：Sitka Bay）是南極洲的海灣，位於南喬治亞群島，處於布勒角以西1.9公里，該海灣曾被稱為布勒灣，該海灣由英國海外領土管轄。